# Mimolaia calopterona
Mimolaia calopterona là một loài bọ cánh cứng trong họ Cerambycidae.